# Tanasorn Janthrakhot
Tanasorn Janthrakhot (thailändisch ธนศร จันทรโคตร, * 12. August 2002), auch als Mark bekannt, ist ein thailändischer Fußballspieler.

## Karriere
Tanasorn Janthrakhot spielt seit 2019 beim Chainat Hornbill FC. Der Club aus Chainat spielte 2019 in der ersten Liga des Landes, der Thai League. 2019 absolvierte er für den Club acht Erstligaspiele. Ende 2019 musste er mit Chainat den Weg in die zweite Liga antreten. Nach 20 Ligaspielen für Hornbill wechselte er im August 2022 in die dritte Liga. Hier schloss er sich dem Inter Bangkok FC an. Mit dem Verein aus Pathum Thani spielte er 38-mal in der Bangkok Metropolitan Region der Liga. Nach der Hinrunde 2023/24 wurde sein Vertrag im Dezember 2023 nicht verlängert. Im gleichn Monat unterschrieb er einen Vertrag bis Saisonende beim Drittligisten Lopburi City FC. Mit dem Verein aus Lop Buri spielte er zehnmal in der Western Region der Liga. Im Sommer 2024 kehrte er zu seinem ehemaligen Verein Chainat Hornbill zurück.